# Zoran Tošić
Pour les articles homonymes, voir Tošić.
Zoran Tošić (en serbe en écriture cyrillique : Зоран Тошић), né le 28 avril 1987 à Zrenjanin en Yougoslavie (auj. en Serbie), est un footballeur international serbe qui évolue au poste d'ailier ou de milieu offensif. Il est surnommé « Bambi » en Serbie en raison de sa petite taille.

## Biographie

### En club

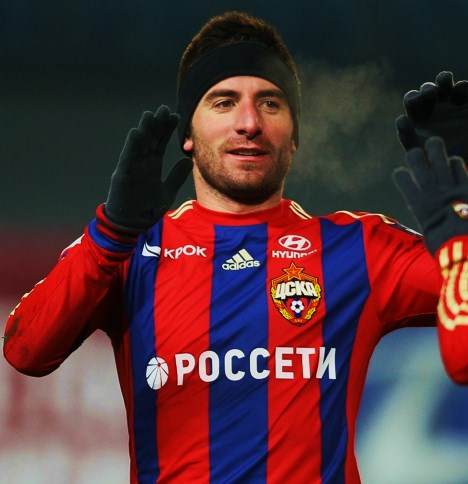
Tošić avec le CSKA Moscou

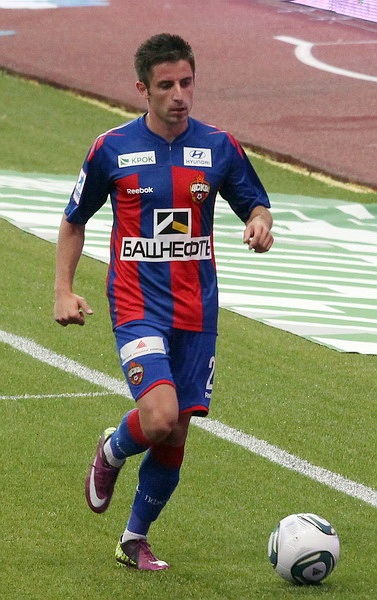
Tošić avec le CSKA Moscou

Le 11 janvier 2009, il rejoint Manchester United avec Adem Ljajić, pour un montant total de 20 000 000 €.
Il fait ses débuts avec les Mancuniens le 24 janvier 2009, lors d'un match de Cup remporté 2-1 par son équipe face à Tottenham, au cours duquel il remplace Cristiano Ronaldo à la 72e minute.
En janvier 2010, il est prêté pour six mois au FC Cologne.
Il inscrit avec cette équipe cinq buts en Bundesliga, avec deux doublés : le premier sur la pelouse du club de Hanovre 96 (victoire 4-1), et le second lors de la réception du VfL Bochum (victoire 2-0).
Par la suite, en juin 2010, il signe pour cinq saisons au CSKA Moscou.
Avec le CSKA, il atteint les huitièmes de finale de la Ligue Europa en 2011. Malgré un but inscrit par Tošić face au FC Porto, cela s'avère insuffisant pour se qualifier pour les quarts. Il atteint ensuite les huitièmes de finale de la Ligue des champions en 2012. Malgré un but inscrit par Tošić face au Real Madrid, cela s'avère insuffisant pour se qualifier pour les quarts.
Il inscrit avec le CSKA onze buts en première division russe lors de la saison 2013-2014, ce qui constitue sa meilleure performance sur une saison. Cette saison-là, il inscrit le seul et unique triplé de sa carrière professionnelle, le 27 octobre 2013, lors de la réception du FK Krasnodar (victoire 5-1).
Le 27 février 2020, il s'engage en faveur du club chinois du Taizhou Yuanda (en), en deuxième division. Il quitte le club le 20 mars 2021 à la suite de la dissolution du club en raison de problèmes financiers.

### En équipe nationale
Avec les espoirs, il participe à deux reprises au championnat d'Europe espoirs en 2007 puis en 2009. Lors de l'édition 2007 organisée aux Pays-Bas, il joue cinq matchs. La Serbie s'incline en finale face au pays organisateur. Lors de l'édition 2009 qui se déroule en Suède, il joue trois matchs. Avec un bilan de deux matchs nuls et une défaite, la Serbie ne parvient pas cette fois-ci à dépasser le premier tour. Avec les espoirs, il inscrit un but le 20 novembre 2007, contre la Biélorussie, lors des éliminatoires de l'Euro espoirs 2009.
Avec la sélection olympique, il participe aux Jeux olympiques d'été de 2008. Lors du tournoi olympique organisé en Chine, il joue trois matchs. Avec un bilan d'un match nul et deux défaites, la Serbie ne parvient pas à dépasser le premier tour.
Zoran Tošić reçoit 74 sélections officielles en équipe de Serbie entre 2007 et 2016, pour un total de dix buts inscrits. Toutefois, on dénombre également deux sélections non officielles, avec un but marqué.
Il joue son premier match en équipe de Serbie le 8 septembre 2007, contre la Finlande, lors des éliminatoires de l'Euro 2008. Il entre en jeu sur le terrain au début de la seconde mi-temps, en remplacement de son coéquipier Duško Tošić. La rencontre se solde par un match nul et vierge. Quatre jours plus tard, il débute pour la première fois comme titulaire, lors de ces mêmes éliminatoires, à l'occasion d'une rencontre face au Portugal (1-1).
Le 12 août 2009, il inscrit ses deux premiers buts en équipe nationale, lors d'un match amical contre l'Afrique du Sud. La Serbie s'impose 1-3. Par la suite, le 14 octobre, il marque son troisième but avec la Serbie, contre la Lituanie, lors des éliminatoires du mondial 2010. Malgré tout, la Serbie s'incline 2-1.
Le 3 mars 2010, il inscrit un but lors d'un match amical contre l'Algérie. Il délivre également, à cette occasion, une passe décisive. La Serbie s'impose 0-3. Il dispute ensuite quelques mois plus tard la Coupe du monde organisée en Afrique du Sud. Lors de cette compétition, il ne joue qu'une seule rencontre, face à l'Australie, où il se met en évidence en délivrant une passe décisive en faveur de son coéquipier Marko Pantelić. Avec un bilan d'un match nul et deux défaites, la Serbie ne parvient pas à dépasser le premier tour du mondial.
Le 9 février 2011, il marque son cinquième but avec la Serbie, lors d'une rencontre amicale face à Israël (victoire 0-2). Par la suite, le 25 mars, il inscrit un but face à l'Irlande du Nord, lors des éliminatoires de l'Euro 2012 (victoire 2-1). Puis, le 6 septembre, il marque un nouveau but face aux Îles Féroé, lors de ces mêmes éliminatoires (victoire 3-1).
Le 11 septembre 2012, il inscrit son huitième but en équipe nationale, lors d'un match contre le Pays de Galles. Cette rencontre gagnée sur le large score de 6-1 rentre dans le cadre des éliminatoires du mondial 2014. Il marque ensuite trois buts lors des éliminatoires de l'Euro 2016 : tout d'abord le 11 octobre 2014, contre l'Arménie (match nul 1-1), puis le 14 novembre de la même année, face au Danemark (défaite 1-3), et enfin le 11 octobre 2015, face au Portugal (défaite 1-2).
Il reçoit sa dernière sélection en équipe de Serbie le 15 novembre 2016, en amical contre l'Ukraine. Lors de ce match, il officie pour la première fois comme capitaine de la sélection. La Serbie s'incline sur le score de deux buts à zéro.

## Palmarès

### En club
- Partizan Belgrade
  - Champion de Serbie en 2008 et 2009
  - Vice-champion de Serbie en 2018
  - Vainqueur de la Coupe de Serbie en 2008 et 2018
  - Finaliste de la Coupe de Serbie en 2019

- Manchester United
  - Champion d'Angleterre en 2009

- CSKA Moscou
  - Champion de Russie en 2013, 2014 et 2016
  - Vice-champion de Russie en 2010, 2015 et 2017
  - Vainqueur de la Coupe de Russie en 2011
  - Finaliste de la Supercoupe de Russie en 2016

### En équipe nationale
- Serbie espoirs
  - Finaliste du championnat d'Europe espoirs en 2007